# 第3軍団イタリカ

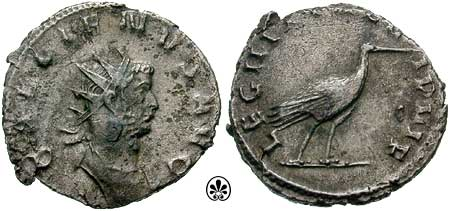
ガッリエヌスが第3軍団イタリカを称えて260年に発行したアントニニアヌス。表面のコウノトリは軍団のシンボルである。軍団はVI Pia VI Fidelis（六たび忠にして六たび誠なり）と称えられている。

第3軍団イタリカ（イタリア語: Legio III Italica）は、ローマ軍団の一つで、マルコマンニ族に対する戦役のためにマルクス・アウレリウス・アントニヌスが165年ごろに徴募して編成した。イタリカという通称から、兵はイタリアで徴募されたことが窺える。この軍団は5世紀初頭に至っても、なおゲルマニアにおいて現役であった（約420年頃の西ローマ帝国の文献『ノティティア・ディグニタートゥム』の記載による）。

## 概要
第2軍団イタリカおよび第1軍団アディウトリクスとともに、第3軍団イタリカはその設立当初からドナウ川沿いの属州にあって、マルコマンニ族によるラエティアおよびノリクム属州に対する侵攻（マルコマンニ戦争）に対して抗戦していた。171年には、第3軍団イタリカは現在のレーゲンスブルクに「Castra Regina」（カストラの項を参照）という強固な防衛拠点を建設した。
193年の内戦では、第3軍団イタリカはセプティミウス・セウェルスを支えて、彼の敵であったペルティナクスとディディウス・ユリアヌスをまず破り、さらにペスケンニウス・ニゲルとクロディウス・アルビヌスを破った。第3軍団イタリカは引き続きセプティミウスの後継者であるカラカラ帝に忠誠を尽くし、213年にはアレマン人に対する戦役に従事した。
第3軍団イタリカ・ゴルディアーナという通称が記録されていることから、この軍団の隷下部隊は243～244年のゴルディアヌス3世によるサーサーン朝に対する戦役に従軍していた。
ドナウ川方面の強力な陸軍兵力の一部として、第3軍団イタリカは3世紀に頻繁に発生した権力闘争(3世紀の危機)においても、その一翼を担った。第3軍団イタリカはガッリエヌス側について、彼の敵であるマルクス・カッシアニウス・ラティニウス・ポストゥムスと戦い、その功績により「VI Pia VI Fidelis」（六たび忠にして六たび誠なり）、さらに「VII Pia VII Fidelis」（七たび忠にして七たび誠なり）との通称を以て称えられた。
第3軍団イタリカの本営は、引き続きレーゲンスブルクにあったが、ルキウス・ドミティウス・アウレリアヌス帝が率いたパルミラ帝国に対する273年の戦役に従軍した。

第3軍団イタリカから抽出されたコミタテンケス 部隊Tertiani Italicaの盾章

第3軍団イタリカ隷下のコミタテンケス（野戦軍）部隊は、『ノティティア・ディグニタートゥム』という書物の中で、5世紀初頭に至ってもなお Castra Regina とドナウ方面の属州に駐屯していると書かれている。